# 藤田喜作
藤田 喜作（ふじた きさく、1887年3月13日 - 1973年12月19日）は、自由ヶ丘学園中学校高等学校初代理事長。社会学者。

## 人物
新潟県生まれ。東京帝国大学文学部社会科および法学部経済科を卒業。
ドイツ・ベルリン大学などに文部省給費生として留学。東京大学、明治大学、法政大学、帝国女子大学で教鞭をとっていた。社会主義思想の洗礼を受け、当時の学会のアカデミズムに馴染まず、また迫りくる軍靴の足音にも半身に構える反骨思想の持ち主だった。大正期の自由大学運動にも関わっていた。
昭和10年に自由ヶ丘学園を設立したが、これは手塚岸衛の創設による自由ヶ丘学園を引き継ぐも、理念や経営方針を新たにした学校として再出発させた学校である。同学園について、「この学校は不自由学園だ。何をしてもよいというのは本当の自由ではない」と校長挨拶でしばしば語っていた。
東京の谷中霊園に眠る。

## 名言
- 眼が輝き、足取りも軽く、明日も学校に行こう。学校には何かがある筈だと思えるような魅力ある教育が出来ればその時生徒は宝物になるはず。

- すべての人がエリートだろうか。社会はエリートを必要としているのか。そのようなコースがあるかの如く競わせ狭い道を漸く辿りついた一握りの人々が果たして良い社会を作れたか。

- 心の欲する所に従えども矩を超えず。

- 人生は草紙にあらざれば書き直しを許さず。一日一日が清書なれば若き友よ常に真剣であれ。